# Danger Alto Kalibre
Danger Alto Kalibre nombre artístico de Joel Alfredo Martínez Estrada (Tijuana, 1986) un rapero y músico mexicano.

## Trayectoria
Nació en Tijuana, México, en Mariano Matamoros, un barrio peligroso de esa ciudad. Sus padres le inculcaron el gusto por la lectura, con autores como Julio Cortázar, Juan Rulfo y Jorge Luis Borges. Comenzó a escribir en diversos géneros, incluida la poesía, por lo que concursó en distintos concursos infantiles de ese género. A los 16 años descubrió el rap y el hip hop así como la contracultura detrás de dichos géneros dado el carácter fronterizo de su ciudad natal, comenzando sus primeras composiciones.
Como rapero es campeón estatal y nacional de distintos torneos de freestyle, incluyendo Cervantes en rap del Festival Internacional Cervantino, una competencia de rap usando a Miguel de Cervantes . Como parte del programa Alas y raíces incorporó el rap como herramienta educativa en distintas escuelas secundarias en zonas socialmente conflictivas de México y en prisiones, en 2019. Cuenta con una colaboración en el programa De buena fe del Canal Once de México.

## Discografía
- Lodo en la alfombra (2014)
- Sembrando laureles (2017)
- Moebius (2019)

## Premios y reconocimientos
- Premio Generation Change de MTV Europe Music Awards, 2019